# Kladské rašeliny
Kladské rašeliny este o arie protejată (arie specială de conservare — SAC, sit de importanță comunitară — SCI) din Republica Cehă întinsă pe o suprafață de 2.672,85 ha, integral pe uscat.

## Localizare
Centrul sitului Kladské rašeliny este situat la coordonatele 50°02′28″N 12°40′03″E / 50.041111°N 12.6675°E.

## Înființare
Situl Kladské rašeliny a fost declarat sit de importanță comunitară în aprilie 2005 pentru a proteja un număr necunoscut de specii din flora spontană și fauna sălbatică aflate în arealul zonei. Situl a fost protejat și ca arie specială de conservare în iulie 2012.

## Biodiversitate
Situată în ecoregiunea continentală, aria protejată conține 4 habitate naturale: Mlaștini împădurite, Mlaștini turboase de tranziție și turbării mișcătoare, Păduri acidofile de Picea de la nivel montan la nivel alpin (Vaccinio-Piceetea), Turbării active.
La baza desemnării sitului se află un număr nedeclarat de specii protejate.